# Ronald Augusto
Ronald Augusto da Costa (Rio Grande,  4 de agosto de 1961) é um poeta experimental,  inicialmente ligado à poesia marginal, crítico de poesia, editor, professor, músico e letrista do Rio Grande do Sul, sendo um dos editores associados ao website Sibila, criado pelo poeta Charles Bernstein e por Régis Bonvicino, além de ser notabilizado por seus estudos sobre literatura negra.

## Biografia
Tendo nascido na cidade de Rio Grande, no Rio Grande do Sul, Ronald Augusto passou sua infância no Rio de Janeiro, em  Niterói.  Sua mãe era poeta e costumava ler suas composições para ele, o filho mais velho,  quando este tinha 12 ou 13 anos de idade. Apesar de, na época, considerar a experiência um tanto desagradável,  cerca de três anos depois, Ronald começa a escrever poesia.
Seus primeiros poemas eram motivados, simplesmente, pelas paixões da adolescência, época em que escrevia muito e lia somente ao poeta Manuel Bandeira. Assumindo uma postura mais crítica em relação a seus próprios escritos, o poeta resolve participar, em seguida, de concursos literários, recebendo  “menção de destaque"  num certame que envolvia várias etapas ao longo de um ano, o extinto Prêmio Apesul Revelação Literária, no seu Estado natal, em 1979, sendo o júri então composto pelos poetas Mário Quintana, Heitor Saldanha e Carlos Nejar. Como prêmio, o seu poema é publicado, o primeiro do autor em livro impresso, sendo que o autor já produzia artesanalmente livros fotocopiados, herdeiro que era da chamada poesia marginal no Brasil.
Nesta época de poeta marginal, em pleno regime militar, juntamente a outros poetas independentes como ele, participava de intervenções na Feira do Livro em Porto Alegre, sendo as manifestações do grupo reprimidas pelos seguranças da Feira, que terminavam por expulsá-los, apesar da soliedariedade por vezes prestada por poetas mais conhecidos, como Heitor Saldanha. 
Posteriormente, já leitor e admirador de autores como Dante, João Cabral de Melo Neto , Machado de Assis, Décio Pignatari e Ezra Pound, na época dos seus 30 anos de idade, o poeta foi viver em Salvador, na Bahia, durante três anos.
Atualmente, vivendo em Porto Alegre,  sendo co-editor, ao lado de Ronaldo Machado, da Editora Éblis, além de editor associado à Sibila, site de poesia criado por Charles Bernstein e Régis Bonvicino ,  realizando trabalho crítico, Ronald Augusto também desenvolve um trabalho com música, junto aos também poetas e músicos Alexandre Brito e Ricardo Silvestrin, na banda os poETs.  Além disso, realiza palestras e oficinas/cursos abordando assuntos como música e poesia contemporânea e visual 

## A poesia, a crítica e a repercussão da obra
Tendo a sua principal formação como poeta se dado durante a década de 1980, Ronald Augusto pertence a uma geração que é também herdeira direta da chamada Geração mimeógrafo.  Os teóricos de estética costumavam, convencionalmente, classificar  este momento da literatura dentro do período pós-moderno, e considerando-se como seus traços “uma construção poética que se espoja num pastiche tanto do passado como de um futuro algo cínico”, usando palavras do próprio Ronald Augusto, pode-se considerá-lo um poeta que inicia dentro daquela tendência pós-modernista, muitos dos seus poemas assemelhando-se a colagens de vocábulos, ditos, referências.  Tendo, também, como referências as obras de Pound e Dante, considerando-se que a poesia pós-moderna, assim como conceituou Charles Olson, se define como uma obra que traz para a contemporaneidade elementos de uma tradição mais remota, o poeta Ronald ainda estaria dentro desta classificação, redutora como qualquer, com fins didáticos.
Sendo, no entanto, uma poesia que tem como principal divisa a experimentação, a obra do poeta, lembrando muitas vezes “construções” ou “desconstruções” dadaístas, pode inscrever-se naquilo que o poeta Claudio Willer definiu como Segunda vanguarda  , uma reafirmação das estéticas vanguardistas do início do século XX, e que é verificada internacionalmente a partir da década de 1950, ou, conforme as palavras de Marjorie Perloff, uma poesia de “retaguarda”, que consolida as experiências das vanguardas históricas. 
Uma das principais características, facilmente reconhecíveis na obra poética de Ronald (em seus poemas mais voltados para a expressão verbal), sendo recursos explorados primeiramente pelas vanguardas históricas, é a absoluta ausência de pontuação e de maiúsculas nos inícios dos versos, ou linhas, fazendo, raramente, o uso de sinais gráficos como os parêntesis, os quais resultam em um efeito icônico.  Explorando, em sua poesia verbal, em certos momentos, recursos visuais e produzindo, inclusive, em outros momentos, poemas visuais, seu trabalho, no entanto, difere em muito da objetividade e do discurso direto concretista
.
Cândido Rolim, no ensaio “Poesia anti-proeza”, falando da poesia mais característica e original de Ronald Augusto,  classifica a sua poesia como “arena de impasses significantes” , “dispersivo discurso transgressor”  que busca uma “constante mudança de foco” .
De fato, muitos elementos do significante parecem ter uma posição permutável nas estruturas maiores a que pertencem, dentro de alguns dos poemas de Ronald, o próprio sentido parecendo mudar a todo instante.
Seria, de fato, semelhante a um “discurso instável”, como definido por José Saramago, o discurso feito de "palavras encostadas umas às outras, em equilíbrio instável graças a uma precária sintaxe, até ao prego final do disse ou tenho dito"   , com a diferença, talvez,  que o discurso de Ronald , em alguns casos, não se completa, sendo uma espécie de “work in progress”. Todo este complexo torneamento sintático poderia provir, na verdade, da influência do simbolista/vanguardista francês Stéphane Mallarmé, citado por Ronald como um dos seus referenciais, além de Bandeira, Pound e Dante.
Criando uma espécie de mescla entre o que pode soar familiar e o que pode soar estranho ao leitor, usando elementos tradicionais da cultura afro-brasileira, da oralidade, e de elementos eruditos, o poeta produziria um trabalho hermético, como se fosse escrito em uma língua estranha, causando o conhecido efeito de "estranhamento".
Em se tratando da materialidade  dos seus poemas,  observa-se, ainda,  no trabalho de Ronald, conforme opinião crítica de Prisca Agustoni de Almeida Pereira, o “cuidado com a sonoridade ..., nem tanto no desejo de prende-los em rimas ou esquemas tradicionais, mas na tentativa de reproduzir aberturas à maneira das jam session, sem cair em virtuosismos ... e deixando fluir os improvisos ao gosto tenso da fala”
.
Apesar da possível leitura desconfortável dos seus poemas,  provocada pelo contínuo experimentalismo verbal de Ronald, o poeta vem alcançando expressividade no cenário nacional e mundial. Alguns críticos, como Régis Bonvicino, vêm o considerando um dos melhores poetas brasileiros das últimas gerações. Seus poemas já foram publicados em revistas literárias internacionais, tais como a revista americana Callaloo: African Brasilian Literature: a special issue EUA (1995),  traduzidos para o inglês, e na revista alemã Dichtungsring Zeitschrift für Literatur, traduzidos para o alemão, entre outras.
.
Quanto ao seu trabalho teórico, à primeira vista percebe-se que algumas das principais temáticas de Ronald Augusto (ou seja, algumas das mais trabalhadas por este) referem-se à poesia contemporânea e, direta ou indiretamente, à literatura negra, especialmente a brasileira. Possui numerosos artigos publicados sobre a obra de Cruz e Sousa, sobre a poesia concreta e sobre a poesia negra brasileira. Entre essas publicações um estudo referente à obra de Cruz e Sousa mereceu destaque e, por este trabalho, o poeta-crítico recebeu a Medalha de Mérito conferida pela Comissão Estadual para Celebração do Centenário de Morte de Cruz e Sousa, em 1998, criada pelo Estado de Santa Catarina..  Artigos e/ou ensaios de sua autoria sobre poesia vem sendo publicados em jornais, revistas e sites de literatura do Brasil, tais como: Babel (SC/SP), Porto & Vírgula (RS), Morcego Cego (SC), Suplemento Cultural do Jornal A Tarde (BA), Caderno de Cultura do Diário Catarinense (SC), Zero Hora (RS), Todapalavra, Slope, Sibila, entre outros.

## Prêmios
- Prêmio Apesul Revelação Literária em 1979.
- Medalha de Mérito conferida pela Comissão Estadual para Celebração do Centenário de Morte de Cruz e Sousa, Estado de Santa Catarina, por estudo referente à obra do poeta negro catarinense, em 1998.
- Troféu Vasco Prado conferido pela 9ª Jornada Nacional de Literatura de Passo Fundo, em agosto de 2001.

## Obras
- Negro 3 X negro, co-autoria Paulo Ricardo de Moraes, Jaime da Silva. Porto Alegre, 1992.
- Homem ao Rubro. Editção Grupo Pró-texto. Porto Alegre, 1983.
- Disco, co-autoria Hingo Weber. Contravez. Porto Alegre, 1986.
- Puya. Edição do autor.Porto Alegre, 1987.
- Kânhamo. Edição do autor. Porto Alegre, 1987,
- Puya (1987), Editora Biblos. Porto Alegre, 1992.
- Vá de Valha. Coleção Petit Poa. SMC. Porto Alegre, 1992.
- Confissões Aplicadas. Editora Ameop. Porto Alegre, 2004.
- No assoalho duro. Editora Éblis. Porto Alegre, 2007.
- Cair de Costas. Editora Éblis. Poesia reunida. Porto Alegre, 2012.
- Decupagens assim. Textos reunidos de publicações avulsas. Editora Letras Contemporâneas. Florianópolis, 2012.
- E mais não digo. Editora Casa Verde. Porto Alegre, 2023.